# Estación de Ponferrada (MSP)
Ponferrada fue una estación de ferrocarril situada en el municipio español de Ponferrada, provincia de León, cabecera del ferrocarril Ponferrada-Villablino. Tras haber sido clausurado el tráfico ferroviario hasta la misma, desde 1999 ha sido convertida en el Museo del Ferrocarril de Ponferrada, en el cual se conservan locomotoras y demás ejemplares de la línea.

## Historia

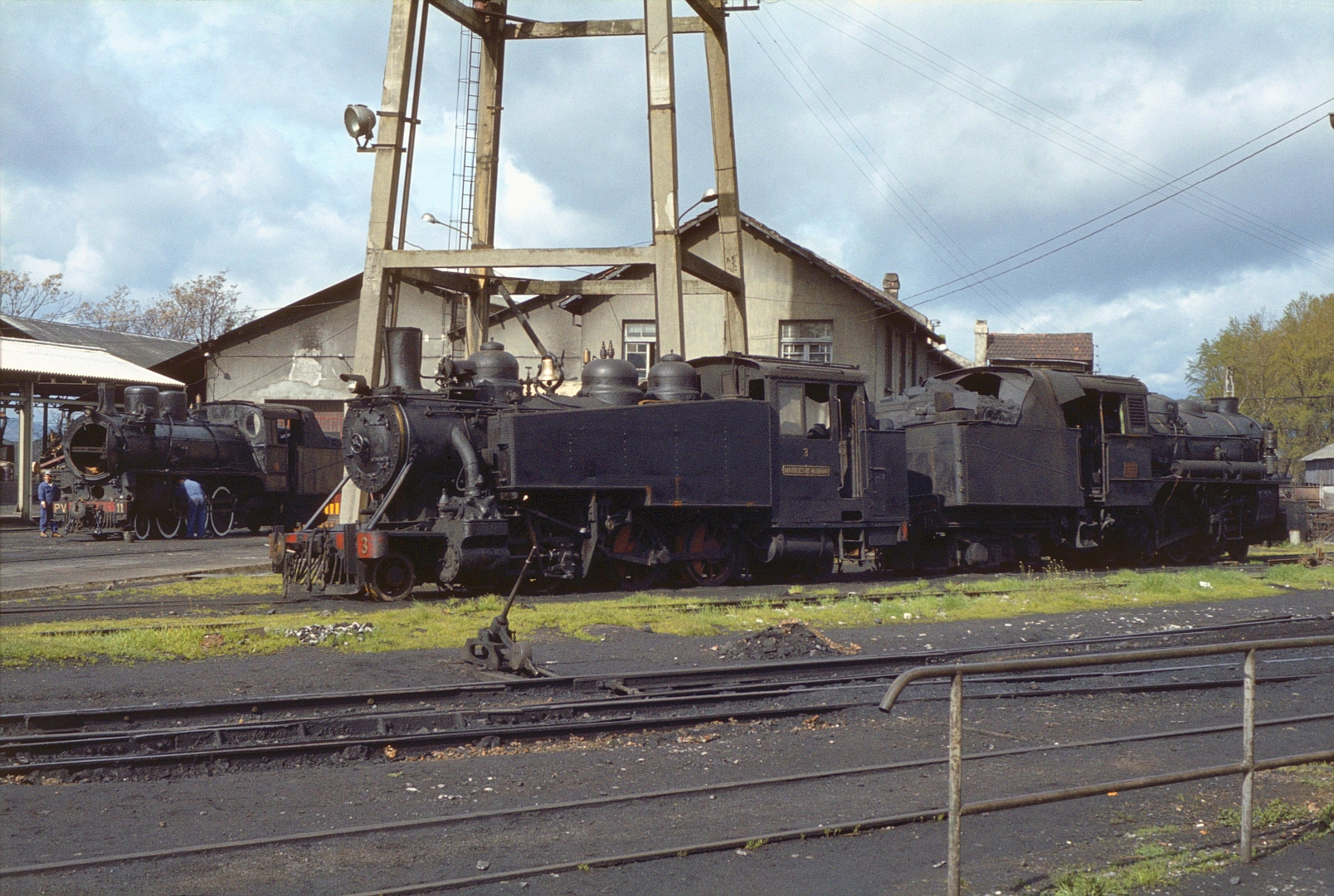
Varias locomotoras estacionadas en el complejo ferroviario de Ponferrada, en abril de 1983

Esta estación nació a raíz de la construcción del ferrocarril de vía estrecha de Ponferrada a Villablino en 1919, la cual se inscribía como terminal de la línea. Desde ese año, llegaban numerosos trenes carboneros de la cuenca del Sil para intercambiar el carbón a los vagones de vía ancha, dado que la estación se encuentra a escasa distancia de la línea Palencia-La Coruña de los Caminos de Hierro del Norte de España, que desde 1941 pasaría a formar parte de RENFE.
La estación era el punto de partida o de destino de todos los trenes de viajeros de la línea, de los cuales el más famoso era el Correo, a excepción de un tren obrero que circulaba entre Palacios del Sil y Villablino. Constaba de tres andenes, uno central y los otros dos laterales, a los que accedían cuatro vías, siendo todas toperas. Además, en las cercanías de la estación es donde se encontraban un gran número de vías de clasificación para poder transvasar el carbón a los vagones de RENFE. Los talleres ferroviarios de la línea en Ponferrada se ubicaban entre la estación y las cercanías del barrio de Cuatrovientos. 
A pesar de que el servicio de viajeros finalizó en 1980, los trenes carboneros llegaban a Ponferrada hasta 1996, en el que se clausura el tramo Ponferrada - Cubillos.

## Museo del ferrocarril de Ponferrada
El 26 de mayo de 1999, tras acometer una serie de obras de restauración y con proyecto museológico de Jesús Álvarez Courel (director del mismo hasta junio de 2008), se inaugura el museo del ferrocarril de Ponferrada en presencia de diversas autoridades. Se construyó una marquesina sobre los antiguos andenes para poder albergar las locomotoras que recorrían la línea hasta Villablino, así como diverso material ferroviario tanto procedente del ferrocarril Ponferrada-Villablino como de RENFE, para el cual se añadió una vía de ancho ibérico y otra de 600 mm para material de mina. En la exposición también se encuentra un simulador ferroviario cedido por FEVE. En la vieja estación de este ferrocarril se reúnen objetos pertenecientes a la Minero Siderúrgica de Ponferrada, empresa instalada en la ciudad desde 1918 y promotora del ferrocarril para transportar el carbón de las cuencas mineras de Villablino y Laciana. Contiene una biblioteca y Archivo, así como un salón de actos donde los escolares de todo El Bierzo y alrededores pudieron conocer la historia de los oficios ferroviarios y la importancia de las explotaciones mineras en el siglo XX en la provincia de León. 

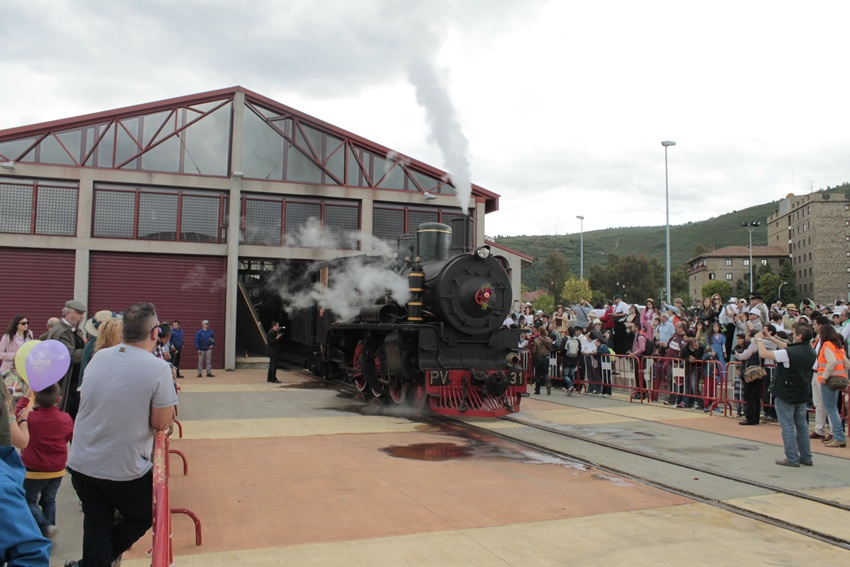
Encendido de la locomotora PV-31 el 7 de junio de 2014, con motivo de la 13.ª edición de «Toral en Tren»

En 2011 se inaugura la ampliación del museo, que supone adecentar la zona exterior donde producía la carga y descarga de material ferroviario para el museo y la construcción de un nuevo módulo denominado EstaciónArte dedicado a exposiciones culturales temporales. El 19 de mayo de 2013 se encendió la locomotora PV-31, conocida por ser la que daba tracción al tren correo, en las vías del exterior del museo. Esta circunstancia se repitió de nuevo el 7 de junio de 2014 con motivo de la celebración de Toral en Tren, así como el 19 de mayo de 2019 conmemorando el Día Internacional de los Museos.